# Jarava
Genre
Classification APG III (2009)
Jarava est un genre de plantes monocotylédones de la famille des Poaceae, originaire d'Amérique du Sud.

## Taxinomie
Le genre Jarava  a été défini par les botanistes espagnols, Ruiz et Pavón, dans leur Florae Peruvianae, et Chilensis Prodromus 2. publiée en 1794. 
Ce groupe était précédemment inclus en tant que sous-genre dans le genre Stipa avec 14 espèces. Certains auteurs incluent également dans le genre Javara deux autres groupes, précédemment classés comme sous-genres de Stipa (Ruiz. & Pav.) Trin. : Pappostipa Speg. et Ptilostipa Sprg., soit une cinquantaine d'espèces au total pour les trois groupes	.
L'espèce-type est Jarava ichu.

### Liste des espèces
Selon Tropicos (27 juin 2016)  (Attention liste brute contenant possiblement des synonymes) :
- Jarava academica (Hicken) Peñail., 2003,
- Jarava ambigua (Speg.) Peñail., 2002,
- Jarava ameghinoi (Speg.) Peñail., 2002,
- Jarava annua (Mez) Peñail., 2002,
- Jarava arenicola (F.A. Roig) Peñail., 2003,
- Jarava arundinacea Willd. ex Steud., 1840,
- Jarava atacamensis (Parodi) Peñail., 2002,
- Jarava barrancaensis (F.A. Roig) Peñail., 2002,
- Jarava bertrandii (Phil.) Peñail., 2002,
- Jarava brachychaeta (Godr.) Peñail., 2002,
- Jarava braun-blanquetii (F.A. Roig) Peñail., 2003,
- Jarava brevipes (E. Desv.) Peñail., 2002,
- Jarava breviseta (Caro & E.A. Sánchez) Peñail., 2002,
- Jarava castellanosii (F.A. Roig) Peñail., 2003,
- Jarava caudata (Trin.) Peñail., 2002,
- Jarava chrysophylla (E. Desv.) Peñail., 2002,
- Jarava chubutensis (Speg.) Peñail., 2002,
- Jarava durifolia (Parodi ex Torres) Peñail., 2003,
- Jarava eriostachya (Kunth) Peñail., 2002,
- Jarava filifolia (Nees) Ciald., 2012,
- Jarava frigida (Phil.) F. Rojas, 1997 [1998],
- Jarava hieronymusii (Pilg.) Peñail., 2002,
- Jarava humilis (Cav.) Peñail., 2002,
- Jarava hypsophila (Speg.) Peñail., 2002,
- Jarava hystricina (Speg.) Peñail., 2003,
- Jarava ibarii (Phil.) Peñail., 2002,
- Jarava ichu Ruiz & Pav., 1798,
- Jarava illimanica (Hack.) F. Rojas, 1997 [1998],
- Jarava juncoides (Speg.) Peñail., 2002,
- Jarava leptostachya (Griseb.) F. Rojas, 1997 [1998],
- Jarava macbridei (Hitchc.) Peñail., 2002,
- Jarava maeviae (F.A. Roig) Peñail., 2002,
- Jarava malalhuensis (F.A. Roig) Peñail., 2002,
- Jarava mattheii F. Rojas, 1997 [1998],
- Jarava media (Speg.) Peñail., 2003,
- Jarava megapotamica (Spreng.) Peñail., 2002,
- Jarava milleana (Hitchc.) Peñail., 2002,
- Jarava nana (Speg.) Peñail., 2002,
- Jarava neaei (Nees ex Steud.) Peñail., 2002,
- Jarava nicorae (F.A. Roig) Peñail., 2002,
- Jarava pachypus (Pilg.) Peñail., 2002,
- Jarava parodiana (F.A. Roig) Peñail., 2002,
- Jarava patagonica (Speg.) Peñail., 2002,
- Jarava plumosa (Spreng.) S.W.L. Jacobs & J. Everett, 1997,
- Jarava plumosula (Nees ex Steud.) F. Rojas, 1997 [1998],
- Jarava pogonathera (E. Desv.) Peñail., 2002,
- Jarava polyclada (Hack.) Peñail., 2002,
- Jarava pseudoichu (Caro) F. Rojas, 1997 [1998],
- Jarava psylantha (Speg.) Peñail., 2002,
- Jarava pungens (Nees & Meyen) Matthei, 1997 [1998],
- Jarava pungionata (Caro & E.A. Sánchez) Matthei, 1997 [1998],
- Jarava ruiz-lealii (F.A. Roig) Peñail., 2002,
- Jarava scabrifolia (Torres) Peñail., 2003,
- Jarava scirpea (Speg.) Peñail., 2002,
- Jarava semperiana (F.A. Roig) Peñail., 2002,
- Jarava sorianoi (Parodi) Peñail., 2002,
- Jarava speciosa (Trin. & Rupr.) Peñail., 2002,
- Jarava subaristata (Matthei) Matthei, 1997 [1998],
- Jarava subnitida (Roseng. & B.R. Arrill.) Peñail., 2002,
- Jarava subplumosa (Hicken ex F.A. Roig) Peñail., 2002,
- Jarava tortuosa (E. Desv.) Peñail., 2002,
- Jarava usitata Pers., 1805,
- Jarava vaginata (Phil.) F. Rojas, 1997 [1998],
- Jarava vatroensis (F.A. Roig) Peñail., 2002.